# Dominique Ravenberg
Dominique Ravenberg (Paramaribo, 30 november 1996) is een Surinaams actrice en zangeres. Als kind stond ze op toneel en daarna maakte ze de overstap naar zang. In 2014 zong ze het winnende lied tijdens SuriPop. Ze treedt op in Suriname en was ook voor optredens in Nederland en Frans-Guyana.

## Biografie
Ze is geboren in Paramaribo en groeide op nabij de Wilhelminastraat. Ze zette op haar vijfde haar eerste stappen op toneel en was te zien in theaterstukken onder leiding van Sandra Purperhart. Ze verlegde vervolgens haar interesse naar de muziek en viel in 2011 op tijdens het jubileumconcert van de Nationale Volksmuziekschool. Met hulp van Rose Eternal Media werd ze daarna uitgenodigd voor gastoptredens voor verschillende nationale en internationale artiesten.
In maart 2012 was ze een van de zangers tijdens de theatervoorstelling waar Dave Mac Donald muziek bracht op Surinaamse gedichten van R. Dobru, Shrinivási en Trefossa en enkele maanden later trad ze met Ori Plet op tijdens Kabaal van de Stilte van zanger en dichter Djinti. In april 2015 trad ze op tijdens de Dobru Neti (Dobru Nacht).
In augustus 2014 zong ze het winnende lied Lobi de ete in een duet met Rodney Deekman tijdens SuriPop. Het werd geschreven door Cornelis Amafo en het arrangement kwam van Robin van Geerke. Het lied belandde meteen bij binnenkomst op nummer 1 van de Top 40. Op deze positie bleef het vijf weken staan. Twee maanden later kwam Ernesto van Dal naar een idee van Ferranto Dongor met een house-versie.
Kort daarna ging ze de competitie aan in de schaatsshow Starz on Ice dat in de V-tunnel werd gehouden. Daarnaast gaf ze verschillende concerten, zoals alleen al in de eerste maanden tijdens de afsluitende optredens na Got Talent, een tribuutoptreden voor Lieve Hugo en tijdens het kerstconcert van Telesur. In 2015 deed ze mee aan de wedstrijd voor een themalied voor Peperpot Natuur Park.
In 2016, nog steeds scholier, kwam ze als bestuurslid op voor de belangen van VWO4-leerlingen tijdens stakingen van middelbare scholen. In 2017 werkte ze mee aan de fundraising om de film Wiren mogelijk te maken en in 2018 was ze vertegenwoordiger van Quatro Vision in Suriname, de entertainmentgroep van de Nederlandse rapper Henkie T.
Begeleidingsbands waren gedurende de jaren The Experiment (in 2015 tijdens Suriname Jazz) en The Promise (in 2018 in Amsterdam) en verder zong ze variërend van in het programma van hiphopartiest Donavey in 2016 tot op het Fête de la musique in Frans-Guyana in 2019.